# Borsonia brasiliana
Borsonia brasiliana is een slakkensoort uit de familie van de Borsoniidae. De wetenschappelijke naam van de soort is voor het eerst geldig gepubliceerd in 1983 door Tippett.